# 生物学上の未解決問題
生物学上の未解決問題（せいぶつがくじょうのみかいけつもんだい）とは生物学における問題のうち、まだ完全には解決されていないもの。まだまったく答えがわからない問題から、一旦ほぼ定説となった説もあるがその説が不十分だとか不適切だと指摘され、いまでも問題でありつづけているもの（進化）まで様々である。また、生物学には未解決問題が無数にあり、ここに書かれていない未解決問題も数多く存在することに注意が必要。

## 主な問題
- 生命の起源
  - 生命はいつ、どのようにして生まれたのか。
    - 散逸構造の定常開放系システムから、どのように化学反応で自己組織化、増殖するような細胞が生まれたのか。

  - 生命の始まりに必要な条件はゆるいものなのか、それとも非常に厳しいものか。
  - 最初の生命はこの地球上で生まれたのか、それとも地球外からの移入によるものなのか（パンスペルミア説）。
  - 生命の誕生は地球だけの現象か、それとも汎宇宙的な現象か。
  - 地球外生物はいるのか、いないのか。
- DNA、ゲノム
  - どのような遺伝子が存在するか、またその機能は何か。
  - ある特定の瞬間、ある特定の条件下における細胞、器官内で発現しているプロテオーム タンパク質の種類、機能はどのようなものか。
  - 調節遺伝子の全機能はどうなっているのか。
  - 生体の構成物質はコンピュータの基本素子として利用できるか（DNAコンピューティング）。
  - DNAの電気的特性はどのようなものか。
  - ジャンクDNAは何の機能も持っていないのか。
  - コドン配列はどのように変化を遂げてきたか。また、なぜその配列になったのか。
  - DNAを遺伝情報保存、RNAを仲介として、タンパク質を発現とする流れである「セントラルドグマ」はどのように発生したか
  - 宇宙放射線や、太陽からの荷電粒子がDNAの変異にどの程度影響を与えるか。
- 寿命
  - 個体の寿命が設けられている意味は何か。
  - その設定と作用の機序は何か。
  - その設定を人工的に操作することはできるのか、すなわち不老不死は可能か。
- 生体電気
  - 一部の動物達はどうやって長距離の渡り、回遊を行っているのか。
  - 自然界に存在する電場は生物にどのような影響を与えているのか。
- ウイルス、免疫系
  - エボラ出血熱に過去に感染した、または現在感染していることを示すような兆候はあるのか。
  - 免疫系と脳の関係はどうなっているのか。
  - ウイルスはいつ、どのようにして生まれたのか
- 進化
  - 進化の（生物の変化）実相はいかなるものであるのか。
  - ダーウィニズム（ネオダーウィニズム）は本当に正しいのか。仮に正しいとするなら、原始生物から高等生物への進化のメカニズムはどのように発現するのか。
  - （ネオ・）ダーウィニズムでは変化現象の一部を説明しているにすぎず不十分なのではないか[注 1]。
  - 生物は本当はその理論体系とは全然違う原理で変化している（割合が大きい）のではないか[注 2]。
  - ダーウィニズムというのは厳密には科学としての要件を満たしていないのではないか。
  - 同説は一種のイデオロギーや原理主義のようなものではないか[注 3][注 4]。
  - （進化論で期待されている）数百万、数千万とも知れない数の中間型（移行型）化石はなぜ少ないのか。
  - なぜカンブリア爆発によって、生物の種類が1万種から30万種へ突然増加したのか。
  - 長期間進化(変化)してない生物がいるのはなぜか。
- 性
  - 多くの生物が有性生殖で繁殖するのはなぜか。
  - ダーウィニズムが仮に正しいとしたら、その中でどのように生物は有性生殖へと変化したのか。
  - 無性生殖は遺伝的多様性が生まれにくいにもかかわらずなぜ淘汰されていないのか（無性生殖のパラドックス）。
  - 同性愛の存在はどう説明されるのか。
- 細胞の起源
  - 物質を吸収し、修飾し、放出する膜状の物質は化学的に作成可能（ジャイアントベシクル、コアセルベート、ミクロスフィア等）であるが、それらがどのようにDNAと関連づいたか。
- バイキング計画のメタン
  - 着陸船が検出した放射性同位体14Cを含んだメタンは火星に生命が存在する可能性を示唆しているのか。
- 人工生命 - 合成生物学
  - まったく新しい生物を人工的に作る、または既存の生物を改良することは可能か。
  - 生命現象の誕生を(実験またはコンピュータ上で)再現することは可能か。
  - 線虫の脳神経、筋肉、代謝、生化学反応をすべてシステムとして捉え、完全シミュレートすることは可能か。
- 意識
  - 自我、感情などはどの分類群が保持しているのか。またその発達度合いはどの程度なのか。
  - 意識や情緒は分子生物学的に細胞内でどのようなフォーメーションで保持されているのか。
  - どの分類群の生物が文法をもった言語を保持しているのか。
- 生物の擬態
  - 進化のプロセスにおいて、どのようにして擬態の能力を獲得したのか。
  - 擬態は捕食者にとってどの程度の効果があるのか。
  - どのようにして捕食者にとって「見えないもの」となるのか、またどの程度の「似せ方」が必要か。
  - 特定の背景に似た色や模様を持つ生物が異なる環境で生きる場合、擬態がどのように変化するかするのか。またその効果がどのように維持されるのか                                                                                                             [4]

## 近年解決した問題
- 遺伝子の本体はタンパク質なのか核酸なのか - 後者であることが実験的に判明し解決した。
- 動物行動学における利他的行動の意義はなんなのか - 広義の利己的行動であることが遺伝学的に判明し解決した。
- ヒトの遺伝情報はどのようなものなのか　- ヒトゲノム計画の成功によって解決した。